# Йосиф Чепіль
Йосиф Чепіль (хресне ім'я Іван; 14 січня 1897, с. Стара Скварява — 29 липня 1960, м. Жовква) — український церковний діяч, священник УГКЦ, василіянин, доктор богослов'я, педагог, ігумен василіянських монастирів у Перемишлі, Львові і Чорткові.

## Життєпис
Іван Чепіль народився 14 січня 1897 року в селі Стара Скварява Жовківського повіту в сім'ї Теодора Чепіля і Єви з роду Гевак. Після початкової школи в ріднім селі навчався в Жовквіській гімназії (1908—1912), після четвертого класу якої 2 липня 1912 року вступив до Василіянського Чину на новіціят у Крехівський монастир. На облечинах отримав чернече ім'я Йосиф. 1 березня 1914 року склав перші обіти.
Під час Першої світової війни в 1915—1917 роках перебував у францисканському монастирі у Вараждині (Хорватія), де довершив гімназійні студії. У 1917 році повернувся в Галичину до Крехівського монастиря на студії філософії, а в травні 1919 року під час польсько-української війни, разом з ченцями Крехівського і Жовківського монастирів (разом 42), був вивезений до концентраційного табору у Домб'є. Після кількамісячного перебування в Домб'є, призначений довершувати філософію в Лаврівський монастир і там 7 липня 1920 року склав вічні обіти. У Лаврові розпочав студії богослов'я (1919—1921) і 16 жовтня 1921 року в Перемишлі отримав ієрейські свячення з рук владики Йосафата Коциловського. У листопаді 1921 року вирушив до Риму для продовження богословських студій у Папському Григоріянському університеті, де 20 липня 1923 року отримав докторський ступінь з богослов'я і вже 22 липня виїхав до Галичини.
У 1923—1928 роках професор латини, німецької мови і риторики в Лаврові, а в 1926—1928 роках — заступник ігумена монастиря (вікарій). З 14 серпня 1928 до 13 листопада 1935 року — ігумен монастиря в Перемишлі, збудував церкву Співстраждання Пресвятої Богородиці, директор Апостольства Молитви в Перемишльській єпархії, адміністратор парафії в с. Острів біля Перемишля (1929—1934). З 1935 до 1939 року — ігумен монастиря святого Онуфрія у Львові, а з 13 листопада 1935 також консультор (радник) Галицької провінції ЧСВВ. З серпня 1939 року до березня 1944 року був настоятелем монастиря та парохом церкви Покрови Пресвятої Богородиці в Чорткові. З березня 1944 року — ігумен монастиря святого Онуфрія у Львові.
17 липня 1945 року арештований УНКГБ Львівської області за відмову приєднатися до «Ініціативної групи» і 21 березня 1946 року засуджений ВТ військ НКВС Львівської області до 8 років виправно-трудових таборів і 5 років позбавлення прав і з конфіскацією майна. У 1953 році повернувся до рідного села, проживав у свого брата і активно душпастирював. У 1956 році за освячення води на Йордан в с. Оплітна, знову був вивезений у Запорізьку область (Молочанськ-Токмак). Там проживав у дуже важких умовах, захворів на рак печінки. Рідній сестрі дозволили перевезти о. Йосифа Чепіля до рідного села, а згодом до лікарні в Жовкві, де й помер 29 липня 1960 року. Похований на василіянській ділянці міського цвинтаря.

## Публікації
- Березовський Лазар, ЧСВВ о., Чепіль Йосиф, ЧСВВ о. «Товариство Доброї Смерти під покровом Страждущої Божої Матери» (Вид. 2-ге, Жовква, 1928. — 16 с.),
- У книзі «Науки св. Василія Великого для народу» (Ґлен Ков, 1954), упорядник о. Сергій Фединяк, ЧСВВ помістив кілька наук св. Василія Великого, перекладених з давньогрецької мови о. Йосифом Чепілем і видрукуваних на циклостилі в Мукачеві 1935 року, це зокрема науки (гомілії): «Про піст» (перша), «„Уважай на себе“», «Про подяку», «В честь мучениці Юліти», «„Зруйную свої стодоли…“», «До багачів», «Під час голоду й посухи», «Проти тих, що гніваються», «Про заздрість», «Напімнення до хрищення».